# Paula Mitrache in Haiducii
Paula Mitrache in Haiducii är debutalbumet av den rumänska sångaren Haiducii. Det gavs ut den 1 september 2008 och innehåller 14 låtar.

## Låtlista
| Nr  | Titel                      | Längd |
| --- | -------------------------- | ----- |
| 1.  | Doobie Doobie              | 3:10  |
| 2.  | Rompy Rompy                | 3:21  |
| 3.  | Hard to Get                | 3:21  |
| 4.  | Any Given Day              | 3:28  |
| 5.  | So Lady                    | 3:25  |
| 6.  | Lazy                       | 3:31  |
| 7.  | Show Me                    | 3:36  |
| 8.  | I Feel You Here            | 4:23  |
| 9.  | Dragostea din tei          | 3:35  |
| 10. | More 'N' More (I Love You) | 3:20  |
| 11. | Horosho Nara Nara Nara     | 3:35  |
| 12. | I Need a Boyfriend         | 3:04  |
| 13. | Maria Maria                | 4:02  |
| 14. | Boom Boom                  | 3:56  |